# مهري الهروية
مهري الهروية هي من شواعر إيران في القرن التاسع الهجري.
هي مهري الهروية الهندية. عاصرت الملك شاهرخ بن تيمور التيموري ، وكانت مختصة بگوهر شاد بيگم بانية مسجد گوهر شاد في مشهد. لها ديوان شعر بالفارسية.